# Mållfly
Mållfly, Trachea atriplicis är en fjärilsart som beskrevs av Carl von Linné 1758. Mållfly ingår i släktet Trachea och familjen nattflyn, Noctuidae. Arten har livskraftiga, (LC) populationer i både Sverige och Finland. Två underarter finns listade i Catalogue of Life, Trachea atriplicis gnosis Bryk, 1948 och Trachea atriplicis tristina Bryk, 1948.

## Bildgalleri

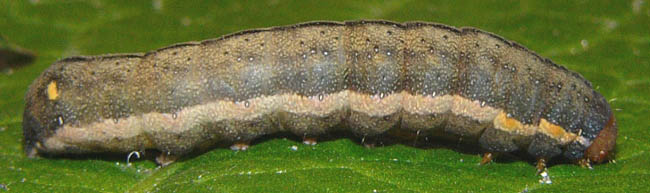
Fjärilens larv
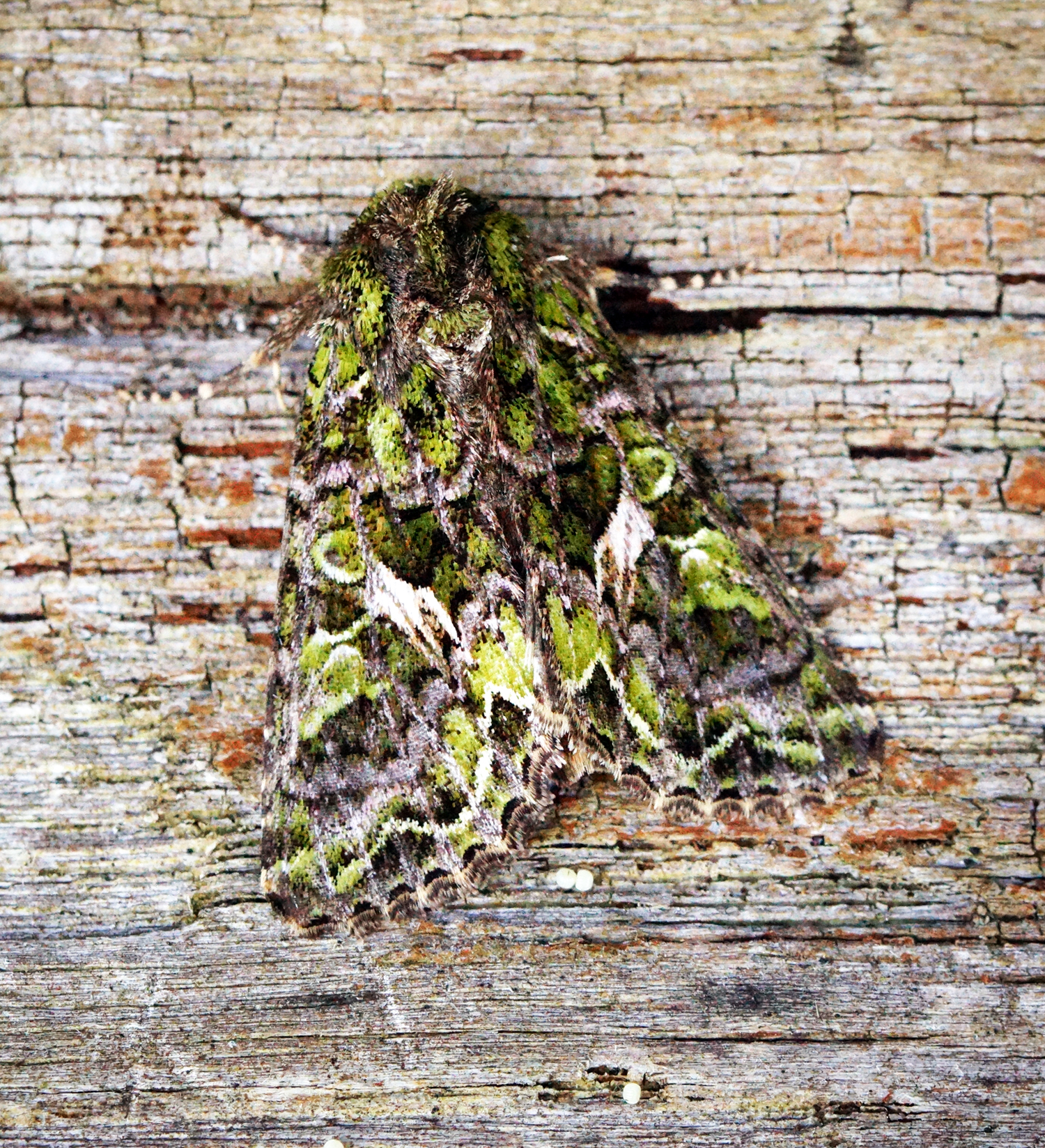
Imago fjäril
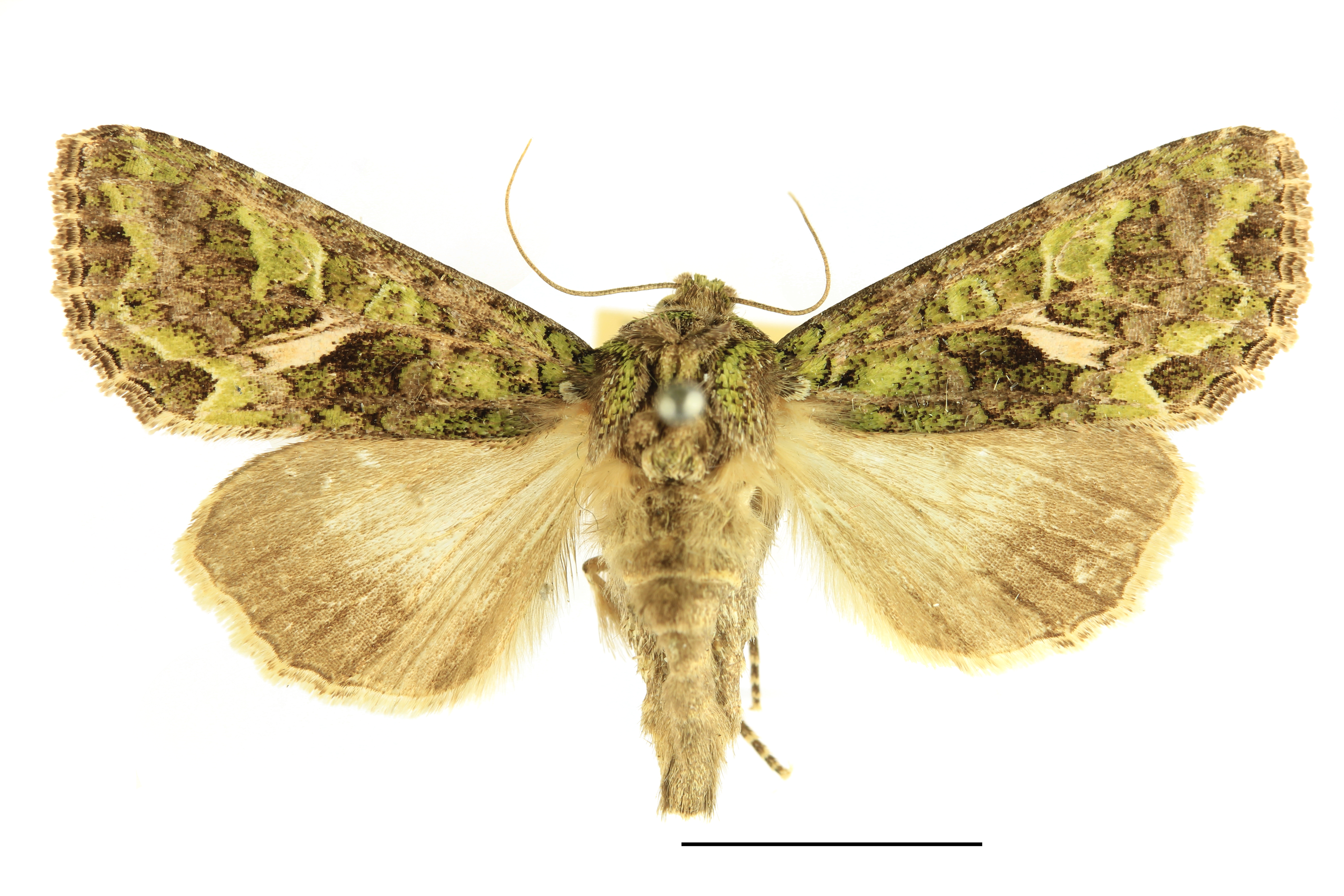
Preparerad (uppnålad) imago fjäril